# Киликийска ела
Киликийската ела (Abies cilicica) е вид ела от семейство Борови (Pinaceae). Видът е почти застрашен от изчезване.

## Разпространение
Разпространен е в Ливан, Сирия и Турция.